# 禾達·華斯
禾達·華斯·哥利亞（Walter Vaz Correa，1990年5月24日—），生於法國蒙莫朗西博福爾，幾內亞比索裔法國足球運動員，司職前鋒，現時效力香港甲組聯賽球會南華。

## 早年生活
禾達生於法國蒙莫朗西博福爾，在定居美國邁阿密兩年後，獲業餘球隊賞識邀請他參與業餘賽事，期間，他的每場薪金由10美元漲至50美元。

## 球員生涯
直到2014年1月，禾達獲球探相中，推薦他盟烏拉圭超聯球會蒙特維多河床展開職業球員生涯，結果他在聯賽上陣12場沒有錄得入球。到2016年1月，他轉會同一聯賽球會坦基西斯尼，並於3年4日對蒙特維多國民隊的聯賽中，取得首個烏甲進球，但最終球會排聯賽榜尾二降班至乙組聯賽，同時以致球會未能再容納他，而他尋求經紀獲協助下推薦港超聯球會冠忠南區，雖然起初他對加盟南區並不感興趣，可是及後他獲南區教練鄭兆聰親自致電邀請後，在2016年7月來港發展成為南區史上首名法國外援，加盟後他在10月22日主場對港會的聯賽，在26分鐘接應角球撞射破網錄得加盟後的首個入球，結果協助南區以7–0勝出，可是他後來未得到重用，於是他自行向教練申請解約，結果在12月8日與球會達成協議離隊並返回法國的業餘聯賽，
隨後，他嘗試到塞浦路斯和印尼及黎巴嫩等地試腳，雖然最後他獲埃及球會邀請，可是他抵達當地後卻因水土不服而返回祖國，後來，他從前南區隊友基奧處得知港超聯球會標準流浪需要一名正前鋒，於是禾達於2017年11月28日以失業球員身份與流浪簽約一年，結果他在各項賽事上陣6場錄得0球後備受批評，於2018年1月28日戰罷以0–7不敵傑志的聯賽後提出離隊。
2023年，禾達離開南華，並加盟駿英九龍城。
2024年8月25日，南華宣佈禾達再次來投，並將身穿9號球衣。在該季，他射入了12球，並帶領南華以第6名的姿態結束球季。他亦在足總盃初級組八強賽中梅開二度，協助南華擊敗三昇晉級四強，更在其後的四強賽和決賽中皆有進球，帶領南華首次奪得足總盃初級組冠軍。

## 家庭生活
在童年時禾達母親為脫貧，而將他們6兄弟姊妹帶往美國邁阿密生活，未料剛抵埗邁阿密就因無證件被海關扣留，又言語不通而無法覓得工作。在極度貧窮下，他堅持努力學習英語適應生活，並開始覓得剪草和掃街及建築等工作，直到2015年他接受烏拉圭當地媒體《Referi》訪問提到童年時貧窮的生活。

## 榮譽

### 球會
駿英九龍城
- 香港甲組聯賽冠軍：2023/24

南華
- 香港足總盃初級組冠軍：2024/25

### 個人
- 香港甲組聯賽神射手：2022/23

## 外部連結
- Soccerway （页面存档备份，存于）
- Transfermarkt （页面存档备份，存于）
- 香港足球總會網頁球員註冊資料 （页面存档备份，存于）